# Coactivador

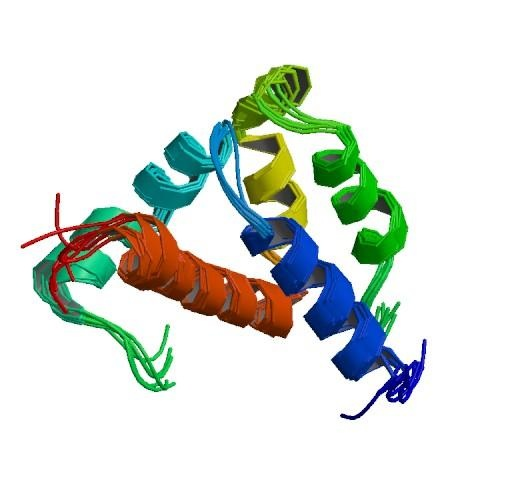
Coactivador del receptor nuclear 3

Un coactivador es una proteína que incrementa la expresión génica mediante su unión a un activador o un factor de transcripción que contiene un dominio de unión a ADN. El coactivador es incapaz de unir ADN por sí mismo.
Un coactivador puede potenciar o favorecer el inicio de la transcripción estabilizando la formación del complejo de la ARN polimerasa habilitando más rápidamente la región promotora del gen que se va a transcribir. Los coactivadores pueden controlar muchos otros pasos de la transcripción, como la elongación, el splicing del ARN o la terminación y degradación del complejo activador-coactivador.
Algunos coactivadores poseen actividad catalítica histona acetiltransferasa (HAT), implicada en la acetilación de histonas y causante de la relajación de la cromatina en regiones limitadas del cromosoma, permitiendo un mayor acceso de la maquinaria de transcripción al ADN. CBP y p300 son ejemplos de coactivadores con actividad HAT. También se han descrito muchas otras actividades enzimáticas entre los 300 coactivadores de receptores nucleares conocidos en la actualidad. Los coactivadores más estudiados y mejor conocidos son SRC-1, SRC-2 y SRC-3. Los coactivadores llevan a cabo su actividad en complejos de elevado peso molecular de unos 6-10 coactivadores y proteínas asociadas a los coactivadores (denominados co-coactivadores).
El mismo coactivador será probablemente el responsable del incremento de la transcripción de muy diversos genes, puesto que es el activador el que es específico de una secuencia en particular. Diversos estudios indican que los coactivadores podrían tener diferentes papeles al margen de potenciar la transcripción, pudiendo actuar como 'master genes' implicados en la regulación a gran escala de procesos celulares y metabólicos.